# 田中みのり
田中 みのり（たなか みのり、1983年〈昭和58年〉1月21日 - ）は、佐賀県出身のモデル、気象キャスター。オフィスケンに所属していた。

## 略歴
- 1997年 - mc sisterのモデルとして活動開始。
- 2007年
  - 5月 - KDDI「EZチャンネル」の動画番組「おは天」の第6期関東エリアキャスター（-同年8月）。
  - 9月 - BSデジタル放送910ch「ウェザーニュース」の夜はウェザーニュースのキャスター（-2008年5月）。
- 2008年
  - 6月 - 同チャンネルで朝のウェザーニュースと昼もウェザーニュースを林ヒロコとダブルキャスターで担当（-2009年3月）。
- 2009年
  - 4月27日 - ウェザーニューズのインターネット動画番組「SOLiVE24」のキャスターを務める。
  - 9月19日 - 『ソラマド コーヒータイム』のコーナー「今晩、なにつくる?」で視聴者と発案した「とまっとろリゾット」を、エフエム仙台主催の2009サバ・メシ＊コンテストに応募したところ、全235品の応募作品の中から最終審査の16作品に選出。田中が公開最終審査会に出席して実際に調理し、優秀賞を受賞。
- 2010年
  - 9月23日 - 前年と同様に『SOLiVE コーヒータイム』で視聴者と発案した「まろやかラザモッチーズピザ」を、エフエム仙台主催の2010 サバ・メシ＊コンテストに応募し、全193通の応募から最終審査の16作品に選出し[注釈 1]、田中が公開最終審査会に出席して実際に調理した。
  - 11月19日 - 同日放送の『SOLiVE コーヒータイム』で結婚した事を発表。
- 2011年
  - 5月31日 - この日の『SOLiVE コーヒータイム』を最後に主婦業に専念することになり、当分の間レギュラーから外れたが[1][2][3][4][注釈 2]、その後も林裕子や堀田奈津水のブログで顔出しをしている。

## 人物
- 愛称は「みのりん」。
- おいしいものを頬張ると硬直する。
- 『ソラマド コーヒータイム』のコーナー「今晩、なにつくる?」などで独特な絵を描く。それを、ほかの番組のキャスターがスタジオに置いてある田中の絵を披露することがあった。この「今晩、なにつくる？」という名前は、2011年5月31日放送の『SOLiVE コーヒータイム』内の「ソラキャンバス」で復活した。
- 2011年5月31日まで担当していた『SOLiVE コーヒータイム』の「ソラトモ テレフォン」で、糸電話などの小道具を使って電話がかかるかどうか実験することがある[注釈 3]。
- 番組出演の際は、髪型を束ねていることが多い[注釈 4]。
- 2010年11月19日放送の『SOLiVE コーヒータイム』で結婚した事を発表。チャット参加者を始め、スタッフや前枠番組『SOLiVE サンシャイン』のキャスターを担当していた、堀田奈津水が祝福をしたほか、『weathernews LiVE』月 - 金曜キャスターの「バシ」（石橋知博）から花束贈呈が行われた。

## 出演番組
2010年5月現在
ウェザーニューズ「SOLiVE24」
- SOLiVE コーヒータイム（月・（火）・水 - 土担当）
  - 2011年5月31日の放送分を持って、充電期間に入った。

KDDI EZチャンネル
- おは天（週1回、不定期出演。2009年9月-）

### 過去
KDDI EZチャンネル
- おは天 関東エリア担当（2007年5月-同年8月）

BSデジタル910ch ウェザーニュースチャンネル
- 夜はウェザーニュース（2007年9月-2008年5月）
- 朝のウェザーニュース（2008年6月-2009年3月）
- 昼もウェザーニュース（同上）

ウェザーニューズ「SOLiVE24」
- ソラマド サンシャイン
- SOLiVE Evening
- ソラマド ムーン

## その他のメディア
CM
- ミスタードーナツ 誕生40周年編（2010年1月 - ）
- ビオレ さらさらパウダーシート（花王、2004年）
- 家庭教師のトライ
- vodafone（現・ソフトバンクモバイル）『レシピ録画篇／3G衝撃映像篇／メールし放題篇』
- 東洋羽毛　他